# 日之出町
日之出町（日语：／ Hinode machi */?）為東京都西部西多摩郡的町。面積28.08平方公里。

## 概要
屬西多摩郡，是多摩地域三町之一。町內有前首相中曾根康弘的別墅日之出山莊。鄰接秋留野市，往該市的通勤率達14.6%（平成22年國勢調査）。
近年以圈央道日之出IC為中心整備道路交通網，及永旺夢樂城日之出開業等因素，讓本町人口在西多摩地區各町村中呈現逆勢成長。

## 地理
- 山：日之出山（日语：日の出山）（標高902公尺）
- 河川：平井川（日语：平井川）、大久野川

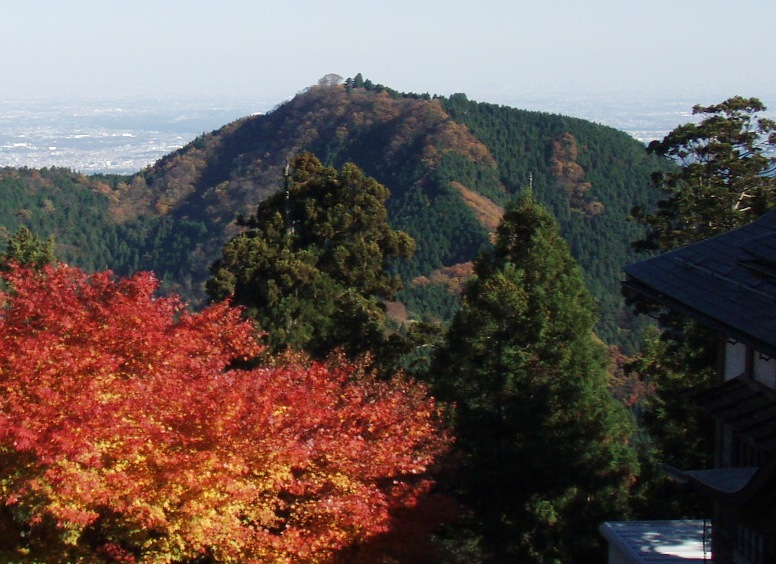
從青梅市的御岳山眺望日之出山
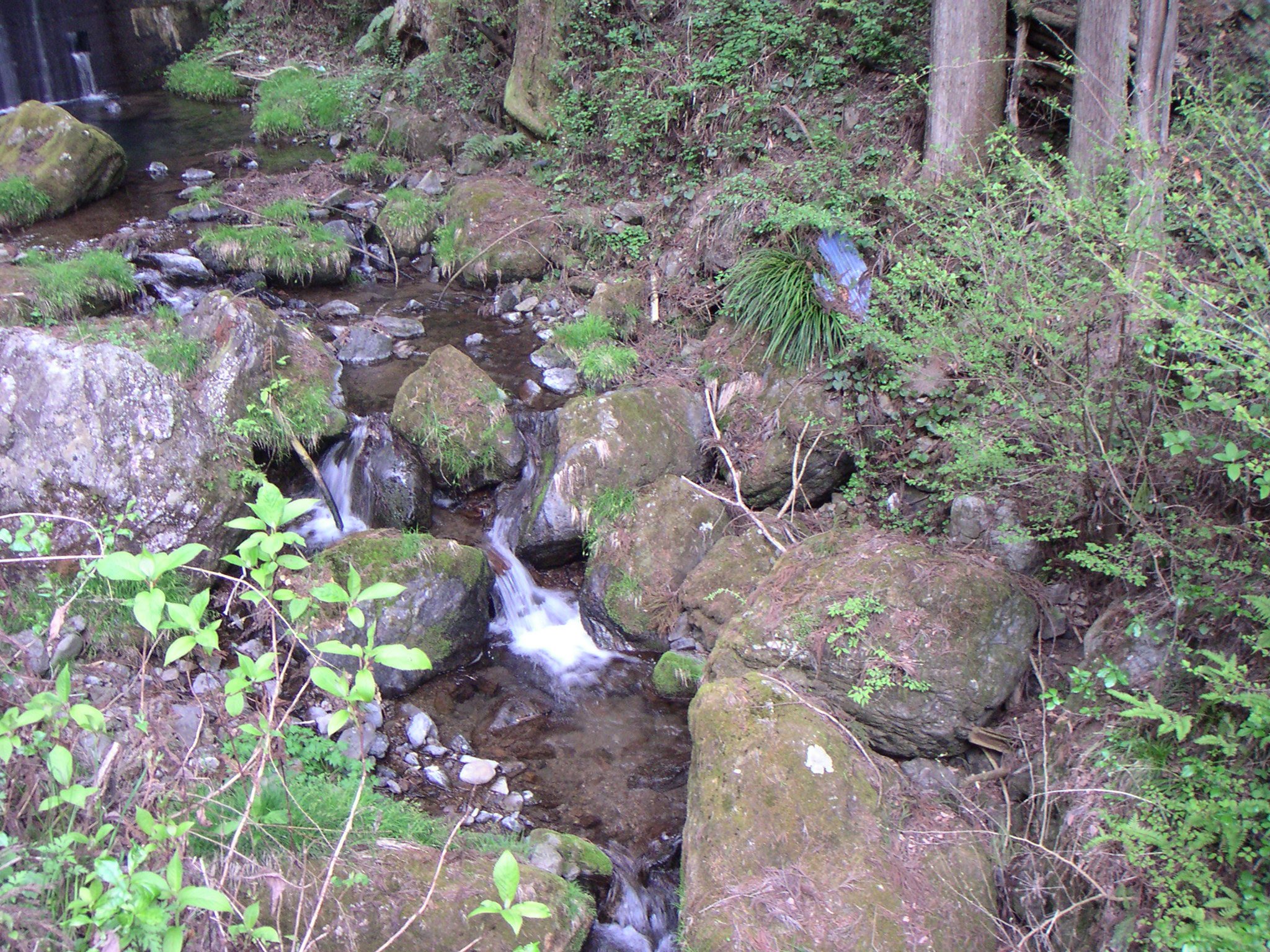
平井川
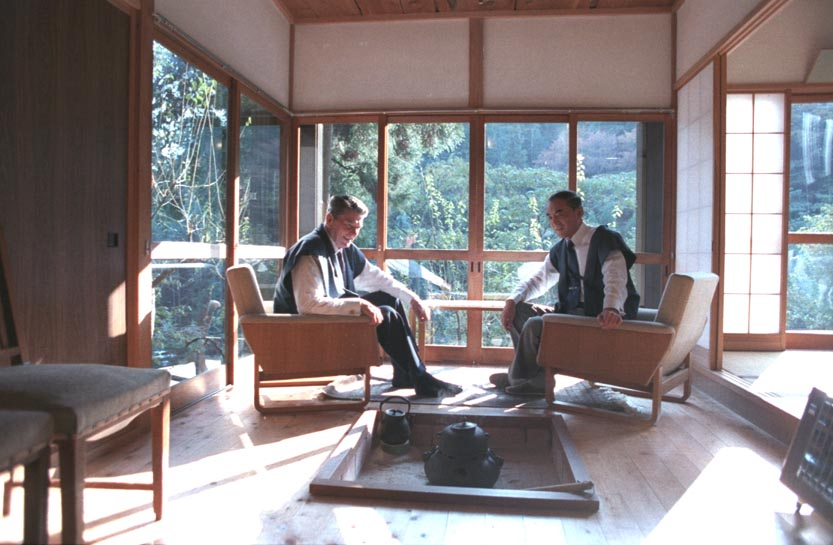
美國總統羅納德·里根與中曾根康弘在日之出山莊內茶敘

### 相鄰的自治体
- 青梅市
- 秋留野市

## 歷史

### 年表
- 1955年（昭和30年）6月1日 - 平井村與大久野村合併成立西多摩郡日之出村。
- 1974年（昭和49年）6月1日 - 町制施行，為西多摩郡日之出町。
- 1990年（平成2年）6月1日 - 開始設置防災行政無線（日语：防災行政無線）。
- 1991年（平成3年）4月1日 - 防災行政無線啟用。
- 2002年（平成14年）3月29日 - 首都圈中央連絡自動車道日之出IC通車。

### 行政區域變遷
- 變遷年表

| 日之出町町域變遷（年表） | 日之出町町域變遷（年表） | 日之出町町域變遷（年表）                                                                   |
| 年                       | 月日                     | 現日之出町町域相關行政區域変遷                                                             |
| ------------------------ | ------------------------ | ------------------------------------------------------------------------------------------ |
| 1889年（明治22年）       | 4月1日                   | 町村制施行，成立以下各村。 - 平井村 ← 平井村單獨施行村制 - 大久野村 ← 大久野村單獨施行村制 |
| 1893年（明治26年）       | 4月1日                   | 西多摩郡與南多摩郡、北多摩郡一同編入東京府。                                               |
| 1943年（昭和18年）       | 7月1日                   | 都制施行，東京府、東京市合併成立東京都。                                                   |
| 1955年（昭和30年）       | 6月1日                   | 平井村與大久野村合併成立日之出村。                                                         |
| 1974年（昭和49年）       | 6月1日                   | 日之出村施行町制，為日之出町。                                                             |

- 變遷表

| 日之出町町域變遷表 | 日之出町町域變遷表 | 日之出町町域變遷表  | 日之出町町域變遷表 | 日之出町町域變遷表      | 日之出町町域變遷表  | 日之出町町域變遷表 | 日之出町町域變遷表 |
| 1868年 以前        | 1868年 以前        | 明治元年 - 明治22年 | 明治22年 4月1日    | 明治22年 - 昭和64年     | 明治22年 - 昭和64年 | 平成元年 - 現在    | 現在               |
| ------------------ | ------------------ | ------------------- | ------------------ | ----------------------- | ------------------- | ------------------ | ------------------ |
|                    | 上平井村           | 明治初年左右 平井村 | 平井村             | 昭和30年6月1日 日之出村 | 昭和47年5月5日 町制 | 日之出町           | 日之出町           |
|                    | 中平井村           | 明治初年左右 平井村 | 平井村             | 昭和30年6月1日 日之出村 | 昭和47年5月5日 町制 | 日之出町           | 日之出町           |
|                    | 下平井村           | 明治初年左右 平井村 | 平井村             | 昭和30年6月1日 日之出村 | 昭和47年5月5日 町制 | 日之出町           | 日之出町           |
|                    | 上大久野村         | 明治6年 大久野村    | 大久野村           | 昭和30年6月1日 日之出村 | 昭和47年5月5日 町制 | 日之出町           | 日之出町           |
|                    | 下大久野村         | 明治6年 大久野村    | 大久野村           | 昭和30年6月1日 日之出村 | 昭和47年5月5日 町制 | 日之出町           | 日之出町           |
|                    | 北大久野村         | 明治6年 大久野村    | 大久野村           | 昭和30年6月1日 日之出村 | 昭和47年5月5日 町制 | 日之出町           | 日之出町           |

## 人口
| 日之出町人口分布圖 |                                                 |  |
| 日之出町與日本全國年齡別人口分布比較圖 （2005年資料） | 日之出町的年齡、男女別人口分布圖 （2005年資料） |  |
| ■紫色是日之出町 ■綠色是全国 | ■藍色是男性 ■紅色是女性                         |  |
| 日之出町人口變化 \| 1970年 \| 8,835人 \| \| \| 1975年 \| 11,463人 \| \| \| 1980年 \| 13,854人 \| \| \| 1985年 \| 15,787人 \| \| \| 1990年 \| 16,444人 \| \| \| 1995年 \| 16,701人 \| \| \| 2000年 \| 16,631人 \| \| \| 2005年 \| 15,941人 \| \| \| 2010年 \| 16,650人 \| \| \| 2015年 \| 17,446人 \| \| \| 2020年 \| 16,958人 \| \| |                                                 |  |
| 資料來源：日本總務省統計中心提供之人口普查數據 |                                                 |  |
| 1970年 | 8,835人                                         |  |
| 1975年 | 11,463人                                        |  |
| 1980年 | 13,854人                                        |  |
| 1985年 | 15,787人                                        |  |
| 1990年 | 16,444人                                        |  |
| 1995年 | 16,701人                                        |  |
| 2000年 | 16,631人                                        |  |
| 2005年 | 15,941人                                        |  |
| 2010年 | 16,650人                                        |  |
| 2015年 | 17,446人                                        |  |
| 2020年 | 16,958人                                        |  |

## 行政
- 町長：田村みさ子（たむら・みさこ，第一任，任期結束：2021年4月11日）

## 町議會
- 席次：14名
- 任期：2019年（令和1年）9月1日～2023年（令和5年）8月31日
- 議長：小玉正義（自民蒼政俱樂部）
- 副議長：嘉倉治（公明黨，第4任）

| 黨派           | 席次 |
| -------------- | ---- |
| 自民蒼政俱樂部 | 7    |
| 檸檬會         | 2    |
| 公明黨         | 2    |
| 明政會         | 1    |
| 環境和命       | 1    |
| 日本共產黨     | 1    |
| 計             | 14   |

## 経済・産業

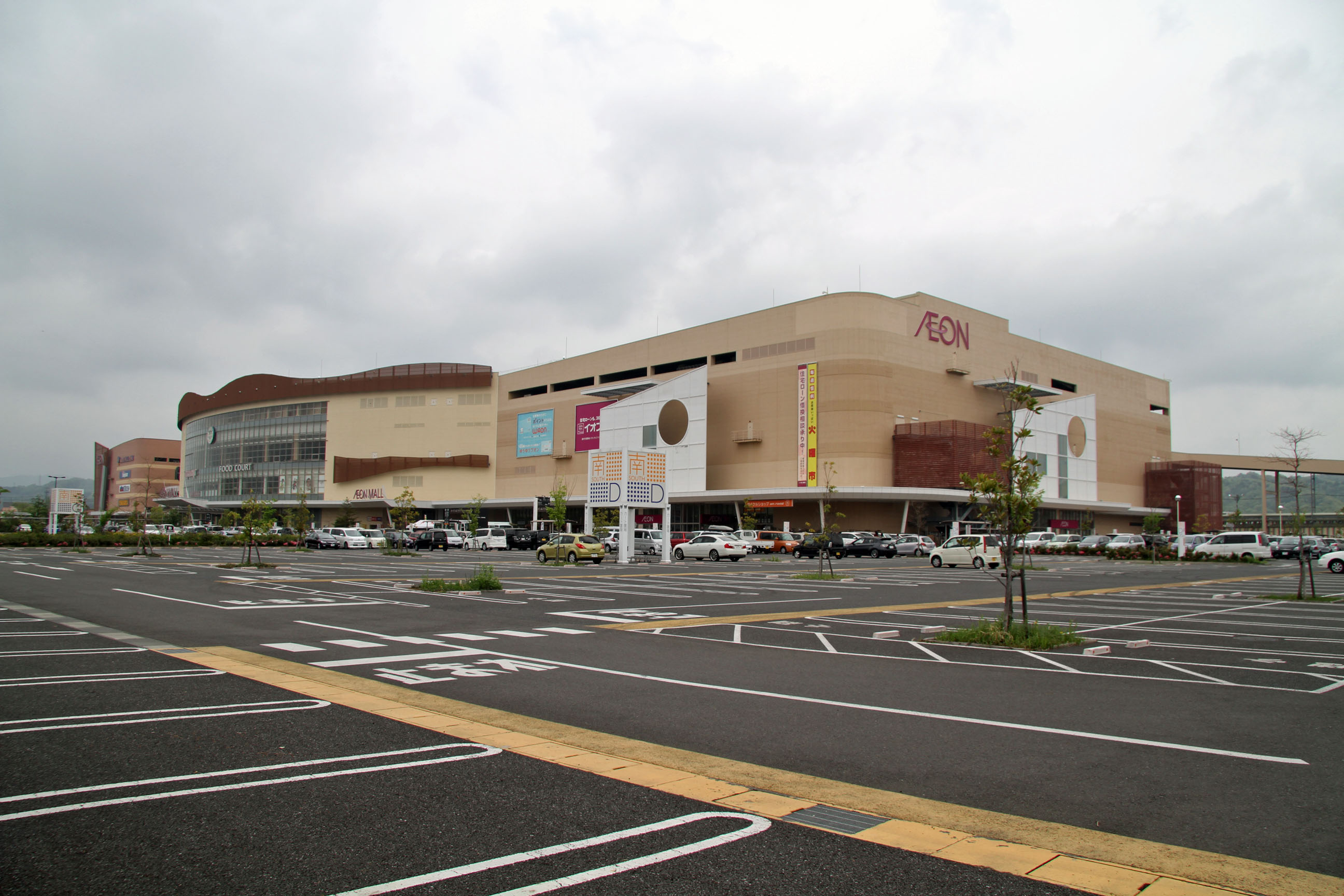
永旺夢樂城日之出

- 林業、製材業為主。棺材年產量達20萬，為日本第一。
- 山間地區出產石灰岩，除了水泥工廠，1920年代在町域西部也鋪設了輸送用鐵道。
- 近年東部平地的三吉野地區開始打造工業團地。
- 番茄生產興盛。

### 主要企業
- 協同乳業（日语：協同乳業）東京工場/研究所
- 世紀東急工業（日语：世紀東急工業）多摩合材工場
- 太平洋水泥西多摩事務所
- 太平洋預製混凝土工業（太平洋プレコン工業）日之出工場

### 商業設施
- 永旺夢樂城日之出（日语：イオンモール日の出）

## 警察、消防

### 警察
警視廳
- 五日市警察署（日语：五日市警察署）
  - 本宿駐在所（平井）
  - 平井駐在所（平井）
  - 坂本駐在所（大久野）
  - 細尾駐在所（大久野）
  - 堀口橋駐在所（大久野）

### 消防
町內未設消防署與出張所，秋留野市町界100公尺左右有東京消防廳秋川消防署。

## 主要設施
- 廢棄物廣域處分場

「三多摩地域廢棄物廣域處分組合」（略稱「處分組合」）（現東京多摩廣域資源循環組合）設置。1998年啟用。
- 日之出齋場（日语：ひので斎場）

主要醫院
- 大久野醫院
- 日之出丘醫院

## 教育

### 小學校
- 日之出町立大久野小學校
- 日之出町立平井小學校
- 日之出町立本宿小學校

### 中學校
- 日之出町立大久野中學校
- 日之出町立平井中學校

### 大學
- 亞細亞大學日之出校區

## 交通

### 鐵道
町內未有鐵道通過，也未設置車站。但人口聚集區可前往鄰近的秋留野市，屬於JR東日本五日市線的武藏五日市站、武藏增戶站、武藏引田站、秋川站乘車。此外，五日市線前往東京都心也僅約1小時左右。
過去為了運送水泥，國鐵開闢五日市線支線（岩井支線，武藏五日市站－武藏岩井站），1971年停止客運業務，1982年終止貨物業務，廢線。

### 路線巴士
- 西東京巴士（日语：西東京バス）
- 町內循環巴士「ぐるり〜ん日の出（日语：ぐるり〜ん日の出）」。

### 道路
高速道路
- 首都圈中央連絡自動車道
  - 日之出IC

主要地方道
- 東京都道31號青梅秋留野線（日语：東京都道31号青梅あきる野線）（秋川街道）

一般都道
- 東京都道165號伊奈福生線（日语：東京都道165号伊奈福生線）
- 東京都道184號奧多摩秋留野線（日语：東京都道184号奥多摩あきる野線）
- 東京都道185號山田平井線（日语：東京都道185号山田平井線）
- 東京都道251號青梅日之出線（日语：東京都道251号青梅日の出線）

## 祭典、活動、名勝、古蹟、休閒設施

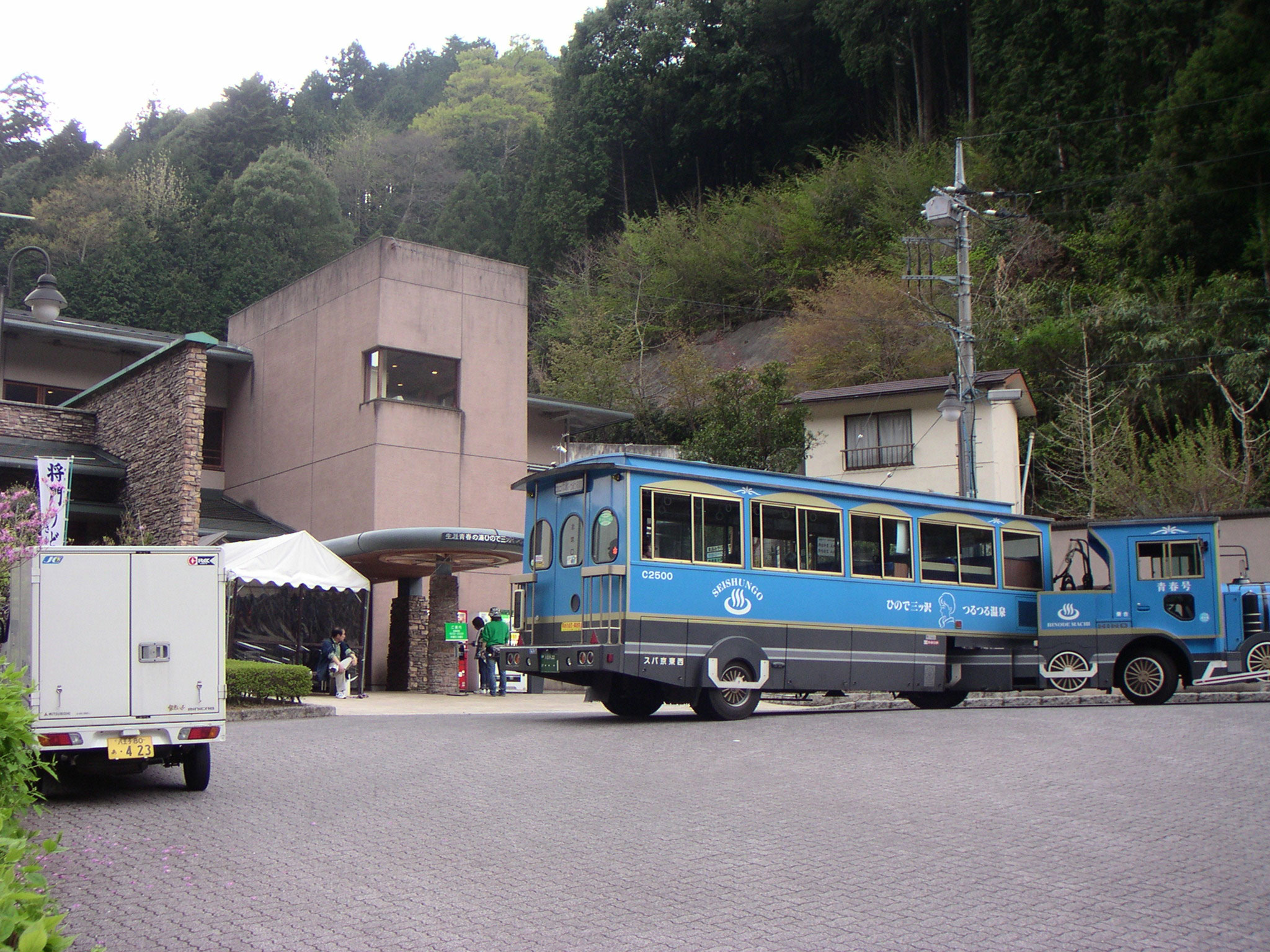
日之出三澤滑滑溫泉

- 幸神神社枝垂赤四手（日语：幸神神社のシダレアカシデ） － 大久野地區幸神神社境內的枝垂赤四手（日语：アカシデ）古木。1942年指定為國家天然紀念物。
- 滑滑溫泉（つるつる温泉） － 1994年湧出的溫泉，位於大久野地區。
- 日之出山莊（日语：日の出山荘） - 過去是首相中曾根康弘所有的別墅，美國總統雷根曾到此作客。2007年起開放。
- 鳳凰之舞（日语：鳳凰の舞） - 2006年3月15日指定為國家重要無形民俗文化財（日语：重要無形民俗文化財）。

## 外部連結
- 日之出町 （页面存档备份，存于）（日語）